# 七龍珠Z 神與神
《七龍珠Z 神與神》（日語：ドラゴンボール 神と神），是2013年3月30日上映的第18部《七龍珠》劇場版動畫，也是首部有連接電視動畫《七龍珠》的劇場版，亦是《七龍珠Z》的第14部劇場版動畫。这是继《七龙珠 最强之道》后，相隔17年再度推出全新劇場版。香港是在2013年8月15日，臺灣是在2013年10月25日上映。

## 企劃與製作
這是七龍珠的作者鳥山明首次從腳本階段便積極參與動畫系列的工作。電影的故事情節和台詞有90％以上都來自鳥山的台詞。除了比魯斯的角色外，鳥山還為主要角色設計了新服飾。
這部作品的關鍵詞是``破壞神和``超級賽亞人之神是出自編劇渡邊雄介的想法 ，儘管它的腳本情節基本上原封不動，但它原本的背景是一個黑暗而嚴肅的故事和世界觀，因此鳥山明提出更正說：“自東日本大震災以來，我想讓它成為一種充滿友善明亮而積極的喜劇內容，不是悲劇性的故事。”。
導演細田雅弘提到「東日本大震災後，我們希望孩子們能從《七龍珠》當中恢復以往快樂的笑容，所以開始這部電影的製作。”。另一方面也是鳥山明第一次全心全意參加製作，鳥山「很難想像2009年好萊塢的《七龍珠全新進化》是七龍珠，所以這次也有想以作為原作者的身分參與的意念」

## 故事
故事是發生在電視動畫『七龍珠Z』；原作漫畫第517話與第518話中間空白的十年。在魔人普烏一戰4年後，地球上人們對魔人的記憶被消除，悟飯與碧兒已結為夫婦，布瑪在自家舉辦活動。同時破壞神比魯斯剛甦醒起來，在各星球大肆破壞，界王神們開始留意此事。比魯斯聽說了將弗利沙打倒的賽亞人，因而前往界王星找尋悟空。很久沒見到強敵的悟空顯得特別興奮，不顧界王的忠告而向比魯斯挑戰，但是在壓倒性的力量之前悟空戰敗了；在地球上因比魯斯跟普烏爭布丁，激怒的比魯斯打算要毀滅地球。而悟空在神龍的引導下，成功變身「超級賽亞人之神」，並與比魯斯一戰，在大戰後，悟空的力量使比魯斯滿意了，也決定不毀滅地球，使世界恢復和平。

## 配音員
| 角色         | 配音員     | 配音員 | 配音員 | 配音員               |
| 角色         | 日本       | 香港   | 台灣   | 美国                 |
| ------------ | ---------- | ------ | ------ | -------------------- |
| 孫悟空       | 野澤雅子   | 關令翘 | 于正昌 | Sean Schemmel        |
| 孙悟饭       | 野澤雅子   | 曹啟謙 | 于正昇 | Kyle Hebert          |
| 孙悟天       | 野澤雅子   | 谢洁贞 | 楊凱凱 | Kara Edwards         |
| 達爾         | 堀川亮     | 李致林 | 于正昇 | Christopher R. Sabat |
| 比克         | 古川登志夫 | 李凱傑 | 林谷珍 | Christopher R. Sabat |
| 克林         | 田中真弓   | 袁淑珍 | 劉如蘋 | Sonny Strait         |
| 特南克斯     | 草尾毅     | 黃玉娟 | 劉如蘋 | Laura Bailey         |
| 人造人18号   | 伊藤美纪   | 张颂欣 | 林沛笭 | Meredith McCoy       |
| 天津飯       | 綠川光     | 陈卓智 | 于正昌 | John Burgmeier       |
| 饺子         | 江森浩子   |        | 待定   | Brina Palencia       |
| 龟仙人       | 佐藤正治   | 陳曙光 | 孫中台 | Mike McFarland       |
| 乌龙         | 龙田直树   | 陈永信 | 陳彥鈞 | Brad Jackson         |
| 亞姆         | 古谷徹     | 張裕東 | 于正昇 | Christopher R. Sabat |
| 布瑪         | 鹤弘美     | 劉惠雲 | 楊凱凱 | Monica Rial          |
| 琪琪         | 渡边菜生子 | 陈皓宜 | 林沛笭 | Cynthia Cranz        |
| 維黛兒       | 皆口裕子   | 羅杏芝 | 楊凱凱 | Kara Edwards         |
| 撒旦先生     | 石塚运昇   | 葉振聲 | 陳彥鈞 | Chris Rager          |
| 魔人普烏     | 盐屋浩三   | 胡家豪 | 陳彥鈞 | Josh Martin          |
| 牛魔王       | 大友龙三郎 | 張炳強 | 陳彥鈞 | Kyle Hebert          |
| 界王         | 八奈見乘兒 | 譚炳文 | 孫中台 | Sean Schemmel        |
| 界王神       | 三ツ矢雄二 | 李鎮然 | 何志威 | Kent Williams        |
| 老界王神     | 田中亮一   | 林國雄 | 陳彥鈞 | Kent Williams        |
| 比拉夫       | 千葉繁     | 招世亮 | 劉如蘋 | Chuck Huber          |
| 小舞         | 山田榮子   | 黃瑩瑩 | 楊凱凱 | Colleen Clinkenbeard |
| 修           | 玄田哲章   | 張方正 | 林沛笭 | Chris Cason          |
| 破壊神比魯斯 | 山寺宏一   | 李錦綸 | 林谷珍 | Jason Douglas        |
| 維斯         | 森田成一   | 周良鴻 | 何志威 | Ian Sinclair         |
| 预言鱼       | 中川翔子   | 待定   | 楊凱凱 | Monica Rial          |
| 神龍         | 内海賢二   | 张炳强 | 林谷珍 | Christopher R. Sabat |
| 旁白         | 八奈見乘兒 | 陈永信 | 待定   | Kyle Hebert          |

## 制作人员
- 原作、角色设计：鸟山明
- 剧本：渡辺雄介
- 监督、作画监督：細田雅弘
- 音乐：住友纪人
- 美术监督：行信三
- 色彩设计：堀田哲平
- 特殊效果：太田直
- CG监督：牧野快
- 摄影监督：元木洋介
- 制作担当：藤冈和实
- 动画制作：东映动画
- 制作：冨永理生子、
- 配给：东映
- 配给协力：20世纪福克斯电影公司

## 主題歌
主題曲：“CHA-LA HEAD-CHA-LA”
作詞：森雪之丞，作曲：清岡千穂，編曲・歌：FLOW
插入曲：
作詞：FLOW，作曲：Takeshi Asakawa，編曲：FLOW・本間昭光，歌：FLOW

## 評價
七龍珠Z 神與神在日本上映後，票房最終達到29.9億円。

## 相關書籍
全彩漫畫
- 2013年10月4日發行、ISBN 978-4-08-870883-6（集英社）

## 外部連結
- 官方網站（页面存档备份，存于）（日語）
- 互联网电影数据库（IMDb）上《七龍珠Z 神與神》的资料（英文）